# Cyrtogrammomma monticola
Espèce
Cyrtogrammomma monticola est une espèce d'araignées mygalomorphes de la famille des Theraphosidae.

## Distribution
Cette espèce se rencontre au Guyana et au Brésil au Pará,.

## Description
La femelle holotype mesure 14 mm.
La femelle  décrite par Mori et Bertani en 2020 mesure 12,23 mm.
Le mâle décrit par Gonzalez-Filho, Fonseca-Ferreira, Brescovit et Guadanucci en 2022 mesure 8,46 mm et la femelle 12,3 mm.

## Systématique et taxinomie
Cette espèce a été décrite par Pocock en 1895.

## Publication originale
- Pocock, 1895 : « Description of two new spiders obtained by Messrs J. J. Quelch and F. MacConnel on the summit of Mount Roraima, in Demerara; with a note upon the systematic position of the genus Desis. » Annals and Magazine of Natural History, sér. 6, vol. 16, p. 139-143 (texte intégral).